# 찰리의 하늘나라 대소동
찰리의 하늘나라 대소동(All Dogs Go To Heaven 2)은 미국에서 제작된 래리 레커 감독의 1996년 애니메이션 영화이다. 찰리 쉰 등이 주연으로 출연하였고 폴 사벨라 등이 제작에 참여하였다.

## 출연

### 주연
- 찰리 쉰
- 돔 드루이즈
- 쉬나 이스턴
- 애덤 와일리
- 조지 헌
- 어네스트 보그나인